# Споменик слободе
Споменик слободе у Риги је симбол независности и слободе за летонски народ. Израдили су га 1935 Карлис Зале и Ернестс Шталбергс. Свечано је отворен 18 новембра 1935. на годишњицу независности Летоније из 1918. године. Локално становништво је било донатор новца. На предњем делу записано је Tēvzemei un Brīvībai што значи “За Отаџбину и Слободу”. 
Споменик је израђен од светло сивог гранита, док је сам кип израђен од бронзе у Шведској. Током совјетске окупације окупљање око споменика и полагање цвећа било је строго забрањено. Након што је Летонија повратила независност поново је установљена почасна гарда.